# لهجة أردنية
اللهجة الأردنية : هي إحدى اللهجات العربية العامية وتتبع طائفة اللهجات الشامية، ويتحدث بها الأردنيون بشكل عام. اللهجة الأردنية تختلف حسب المناطق؛ فهناك لهجة الشمال ولهجة الجنوب، إضافة إلى اللهجة الفلاحية واللهجة البدوية. أما اللهجة المنتشرة والتي يتحدث بهما معظم الأردنيين اليوم فهي لهجة هجينة أخذت بالتشكل في بدايات القرن الماضي، بتأثير واضح للهجة الشمالية. عموماً ما زالت المدن الأردنية تحتفظ بمفرداتها الخاصة، ويمكن ملاحظة الاختلافات في أسلوب النطق كذلك.

## أنواع اللهجات
تقسم اللهجة الأردنية إلى خمسة أقسام:
- اللهجة الشمالية : ويتحدث بها أهالي المناطق من عمّان وصولاً إلى شمال البلاد. مع وجود اختلافات في أسلوب النطق، ولكن يمكن اعتبار كل من يقول «كنت» بضم الكاف ويلفظ القاف كالجيم المصرية هو ينتسب لهذه اللهجة. وتأثر بها المهاجرون الشركس والشيشان وغيرهم.
- اللهجة الجنوبية : ويتحدث بها أهل الكرك والطفيلة ومعان والشوبك. من لا يفتح آخر صيغة النسبة (السياسية الاقتصادية الاجتماعية) بمعنى أن يقول «سياسيي» «اقتصاديي» هو ينتسب لهذه اللهجة.
- اللهجة البدوية : يتحدث بها البدو في الأردن، وتتبع اللهجة العربية البدوية، وهي لا تستخدم على نطاق واسع في المناطق الحضرية.
- اللهجة العقباوية : هي خليط بين المصري والحجازي والغزاوي، ولم تتأثر باللهجات الأردنية كثيراً.
- اللهجة الهجينة : لهجة متأثرة بشكل أساسي باللهجة الشمالية، وأصبحت واسعة الانتشار ويتحدث بها معظم الأردنيين.

## التأثر بغير العربية
تنتشر في العامية الأردنية الكثير من المصطلحات أصلها غير عربي.
الإنجليزية
منها:
- برنده: إنجليزية Veranda تعني الشرفة.
- بلكونه: إنجليزية Balcony تعني الشرفة المطلة ويقال انها فارسة الأصل
- ليوان: قديمة جدا ويقال اغريقية Liwan في الأنجليزية وتعني المساحة قبل القاعة
- كاريدور: إنجليزية Corridor وتعني الرواق
- رابش: إنجليزية Rubbish تعني القمامة
- راديو إنجليزية Radio تعني المذياع
- تيلفون: إنجليزية Telephone تعني الهاتف
- تلفزيون: إنجليزية Television تعني التلفاز
[محل شك]

مصطلحات تركية
يذكر منها:
- أفندي: وهي كلمة يونانية الأصل لا علاقة للتركية فيها، وتعني السيد أو الأمير لدى اليونانيين، وصارت في العهد العثماني تستعمل على نطاق واسع وتطلق على كلّ مثقف.وتستخدم اليوم في لقب الضابط برتبة ملازم في الجيش الأردني. وكلمة «بيك»، وكلمة «باشا» للرتب الأعلى.
- دُنم: وتعني الخطوة، أو السير بخطوات منتظمة. وتعني مساحة الأرض 1000 متر مربع.
- تنكة: وعاء طويل من الصاج له فتحة صغيرة
- روزنامة: وهي كلمة عثمانية من أصل فارسي، وهي تتكون من «رز» وتعني اليوم، وكلمة «نام» وتعني أوراق الأيام.
- سُرماية: متكوّنة من كلمة «سر» وتعني رأس، و«مايا» وتعني المال، أي رأس المال، وبعد ذلك جاءت بمعنى الحذاء.
- طنجرة: الإناء الضخم؛ إذ يُعتقد أنها كلمة تركية من أصل فرنسي.
- طشت: دست
- غرسون: وهي تركية من أصل فرنسي
- دزينة: مجموعة متكونة من 12 جزءاً.
- رطل: وهي كلمة تركية، آرامية الأصل.
- حاووز: وهي كلمة تركية من أصل عربي وتعني الحوض.[3]
- بيك: وتعني السيد.

## قائمة عشوائية لبعض المصطلحات العامية
- مليح، منيح أو كويس: جيد
- شو اسمك أو ايش اسمك أو ويش اسمك
- ما بعرف: لا أعرف
- بدي: أريد
- في حدا هون: هل يوجد أحد هنا؟
- دير بالك: إحذر
- أنا مش فاهم اشي: أنا لم أفهم شيئاً
- بعدين: في وقت لاحق
- بكره: غداً
- إمبارح: البارحة
- لوين رايح: إلى أين أنت ذاهب
- من وين: من أين
- اميت: متى
- حايص: محتار أو قلق
- كبها، زتها، إرميها: ألق بها
- جوا البيت: داخل البيت
- تخت: سرير
- شرشحو: أهانه وأتعبه
- بلا ولدنه: لا تقم بأفعال صبيانية

## بعض المصطلحات الخاصة بالمناطق

### الربداوية (لهجة شمال الأردن)
موجودة في ريف مدينة إربد، ولها امتداد في حوران السورية على الحدود الفاصلة بين البلدين. بالإضافة إلى مدينتي جرش وعجلون، ومن مصطلحاتها:
- أني: أنا
- وهر: شخص سمين أو ضخم
- تعال: اقترب
- معنعن: فخور بنفسه
- تعليلة: سهرة
- بندة: نافذة الباب
- ماعون: غرض من أغراض البيت
- اصطهج: شعر بالفرح
- سولافه: قصة قصيرة
- حوش: فناء البيت
- خابية: جرة مصنوعة من الفخار
- سرسري: لص
- تتن: الدخان العربي
- سطل: وعاء عميق
- دشره: افلته
- بدّيش: لا أريد.
- يا زم، يا زلمة: يا رجل
- شنع: قبيح

### الكركية
نسبة إلى مدينة الكرك،  وهي لهجة خليط بين الكركية المدنية والفلاحية وكانت بفترة الحكم العثماني لهجة مدنية بسبب بعدها عن المحيط البدوي ، 
- يغي ، يِيه : علامة التعجب
- ياهو ،يا هيه : أداة منادة
- ليه ،لَويه :إداة استفهام تعني لماذا
- زلمِه : تعني الرَجل
- كتيه، ايمتى: أي وقت
- أنداري (أنا داري) ، ما بعرف : لا أعرف
- هذه المصطلحات مؤآبية لا علاقة لها بالبدوية

### الطفيلية
نسبة إلى مدينة الطفيلة، وهي قريبة إلى اللهجة الكركية واللهجة البدويه، لكنها تمتاز بنغمة الصوت المميزة. ومن مصطلحاتها:
- هلقديده: يشار بها إلى صغر الكميه
- عاليوم: يا ريت
- براينو: أي مع انه
- حويني: خسارة للتمني

### المعانية
هناك ثلاث لهجات فيها لهجة أهالي القصبة (معان المدينة) وادي موسى. تتقارب اللهجة المعانية والشوبكية كثيرا على رغم رقة اللهجة المعانية من الشوبكية وخاصة معان الشامية في حين تختلف عن لهجة أهالي وادي موسى فلها مصطلحاتها واساليبها الخاصة ويضيفون ال (ي)وال (ه) للملكيه فيقولون: رأسيه، عينيه إضافة الياء والهاء للملكية، التغت عند اغلب الجيل الجديد من المتحدثين بها وتجد تقارب كبير جدا بين لهجة وادي موسى والشوبك خاصة بعد هجرة كثير من عائلات الشوبك إلى وادي موسى في العقدين الاخيرين وبدات تتشكل لهجة متقاربة بين خليط لهجات منطقة معان، مثل كلمة تريد: تلفظ بدك ادك، ولا تقلب الكاف تش بل تبقى كاف، أهالي معان والشوبك ووادي موسى لا يقلبون أي حرف من العربية إلى حرف آخر باستثناء القاف إلى جيم مصرية رغم انتشار استخدام القاف الأصلية بكثرة.

### البدوية
تمتاز بعدم استخدام حرف الياء في المضارع واستخدام كلمة «ودي» بدل من «بدي» و«إدي»، وفتح ما قبل الآخر، والتشاف ونغمة الصوت القوية، وعدم استخدام حرف الشين للنفي وهو المنتشر عند غيرهم من الأردنيين بعرفش بشوفش، وغيرها.

## اللهجة الفلسطينية في الأردن
في أعقاب الحروب العربية الاسرائيلية ولجوء أعداد كبيرة من الفلسطينيين بسب الاحتلال الإسرائيلي لأراضيهم، دخلت اللهجة الفلسطينية المميزة وبعض مصطلحاتها إلى المجتمع، وهي منشرة في أوساط الكثير من أبناء الجيل الأول والثاني منهم، حيث حافظ الفلسطينيون على اللهجات الفلسطينية الأصلية ومن أهمها:
- الكشكشة: وهي قلب حرف الكاف إلى شين معطشة (Ch)، مثل كلمة سكر فتلفظ أحياناً ستشر سـchـر.
- العنعنة: عنعنة تميم، وهي إبدال الهمزة عيناً، منتشرة بين البدو شبه الرحّل
- تحويل القاف إلى كاف أو همزة، وهي الأكثر رواجاً.

### البدوية السبعاوية
وهي لهجة بدو قبائل بئر السبع الفلسطينية (النقب) وتمتاز بصعوبتها واصالتها وقوتها وقدمها. ذلك أن صحراء النقب عانت من العزلة والإهمال خلال الحكم العثماني فانطوى أهلها على نفسهم وحفظوا لهجتهم وتمسكوا بها.
في هذه اللهجة يعطى الحرف حقه كاملا وأحيانا أكثر من حقه مثل ياء النسبة في «لي» تقال «ليييي» كما يلفظ ال«ض» «ظ» وتشديد الحروف بشكل عام والياء بشكل خاص
وكذلك تشديد بعض الأسماء وخاصة المكونة من ثلاثة حروف مثل حسن اوعلي أو كلمة عنب فيقال: اعنٌب علِي حسَن
واستخدام مصطلحات لايستطيع معرفتها غيرهم أو من عاش معهم وخالطهم لفترة من الزمن مثل كلمة طمش وتعني الشبه أو التشابه في الشكل بين الناس
ويتم في لهجتهم تشديد الياء في بعض الكلمات مثل الجيش تلفظ الجيييش الزيت تلفظ زيييت البيت تلفظ بيييت
وكلمة (جرس الشي) بتشديد الراء مع الفتح وهي وسخ الشي ولم يعد نظيفا
ويقال لديهم بدل كلمة اذهب: عقد بتشديد القاف
ولديهم حرف الإشارة هذه يلفظ: هيذي
وكلمة كذا أو كذلك تلفظ: كيذي بتشديد حرف الذال
كلمة اريد يستخدم بدلا منها: وديييي بتشديد الياء
وياء الملكية تلفظ كالاتي: كتابي تلفظ كتابييي
وينادى الاباء لدى السبعاوية بكلمة يباه بدلا من أبي أو أبوي
ولدى مخاطبة الانثي يكون اللفظ بدل كلمة لك: ليكي بتشديد الياء
وعند مخاطبة عن مايخصها مثلا كلمة عيون (جمع عين) تلفض: عيونكي ليس كما لدى بعض اللهجات التي تلفظها عيونك أو عيونش أو عيونس
وتمتاز بالقدرة على إيصال الفكرة بأقل الألفاظ وذلك لما فرضته حياة العزلة عليهم من قلة مخالطة الناس وجزالة اللفظ وضخامته
كما تحتوي كثير من الكلمات الفصيحة القديمة شبه المنقرضة لدى الاخريين من البدو والعرب
هذه اللهجة ليست موحدة بين قبائل بئر السبع فهناك اختلافات بين لهجات قبيلة التياها والجبارات والحناجرة من جانب وقبيلة الترابين والعزازمة من جانب أخر كما تختلف اللهجة بين عشائر نفس القبيلة لكن أي بدوي من النقب يستطيع فهمها ويستطيع يكيف لهجته مع أي لهجة بدوية أخرى حتى لهجات الخليج ويمكنه استنتاج معاني المصطلحات الغريبة عنه بسهولة ومعرفتها.
يذكر أن لهجة بدو بئر السبع في الأردن وغزة دخل عليها تغييرات لتقليل صعوبتها على الاخرين وتقترب من أفهام الشعب الفلسطيني والشعب الأردني لكن من بقي في صحراء النقب وأيضا بدو سيناء حافظوا على لهجتهم القديمة. أما عد الارقام يختلف عن الاخرين مثلا:1234567890 للإنجليز، وللعرب واحد اثنين ثلاثة أربعة..الخ اما في اللهجة البدوية فانها: حد ويعني 1 اثنيد ويعني 2 اثليث ويعني 3 اربوع ويعني 4 صاع ويعني 5..الخ.